# Unici (singolo Nek)
Unici è un singolo del cantautore italiano Nek, pubblicato il 16 settembre 2016 come secondo estratto dall'album omonimo.
Il brano è stato scritto da Andrea Bonomo e Luca Chiaravalli.

## Tracce
1. Unici – 3:28